# پایگاه نیروی هوایی کریچ
پایگاه نیروی هوایی کریچ (به انگلیسی: Creech Air Force Base) یک فرودگاه است . این فرودگاه در کشور ایالات متحده آمریکا قرار دارد .